# AgoraVox
AgoraVox és un lloc web de notícies francès, en francés, dut a terme per voluntaris i escriptors amateurs, creat per Carlo Revelli i Joël de Rosnay en març de 2005 i ofereix continguts concebuts per redactors individuals o múltiples.
AgoraVox va ser un dels primers llocs web a França que va apostar pel periodisme ciutadà, i és similar a webs comunitaris com ara L'Echo du Village (1998) o Indymedia (1999). Des de llavors, han emergit altres pàgines web de caràcter participatiu, tals com Rue 89, Le Post, Mediapart o Atlantico. Pot ser comparada a la pàgina web coreana OhmyNews.
A l'abril de 2009, prop de 40.000 voluntaris van esdevenir editors de la versió francesa. Dos anys després, sumaven 70.000. Una versió italiana del lloc va ser llançada a finals de 2008. Algunes versions creades a partir de l'original han estat AgoraVox TV, NaturaVox, EducaVox, CareVox, Orser i SportVox.
D'acord amb Google Trends, agoravox.fr compta amb 50.000 visites úniques diàries, mentre agoravox.tv es queda en 15.000 visitants únics diaris.

## Història
La companyia Cybion, creada per Carlo Revelli i Joël de Rosnay, es troba darrere del projecte i el proveeix de fons. El projecte AgoraVox és la culminació d'anys de recerca i experimentació. La iniciativa va partir de les recerques de Revelli en el camp de la intel·ligència estratègica a Internet.
El mateix Revelli va anunciar la creació de la Fundació AgoraVox en el lloc web del mitjà. Aquesta Fundació, amb seu a Bèlgica, va començar a funcionar al juny de 2008 amb una aprovació del Ministeri de Justícia belga, esdevenint el primer grup mediàtic d'aquesta mena que assoleix aquest reconeixement.

## Política editorial
La política editorial, tal com es defineix en el web, passa per una crida a la "publicació de les històries no publicades, descobertes pels ciutadans". La pàgina web també conté nombrosos articles i històries que han aparegut en altres mitjans, així com comentaris i editorials sovint es publiquen en una secció de "fòrum obert".
Com a part del treball d'intel·ligència, s'emplaça el ciutadà a ésser el centre del sistema i un cercador i analista de la informació, comentaris i esdeveniments d'actualitat. El Consell editorial és compost per membres de l'equip d'editors i moderadors d'AgoraVox, cadascú ha publicat almenys quatre articles en el lloc web.
Al principi, per a poder ésser triat membre del Comité de Selecció d'AgoraVox, era necessari haver-hi publicat un determinat nombre d'articles i ésser reconegut com un editor "de qualitat". Des de desembre de 2007, per a convertir-se en moderador només hi cal haver publicat almenys quatre articles. És un primer filtre, atès que ha de ser validat després per l'equip original d'AgoraVox.
Els articles poden ser modificats o reproduïts per la Fundació mitjançant els socis mediàtics d'AgoraVox, i la seua explotació comercial no està inclosa. La responsabilitat legal d'un article recau sobre el seu autor.

## Repercussions i visibilitat
Els continguts són llistats a Yahoo! News França. Està classificat com a bloc soci d'aquest servei de notícies, però no dins la categoria d'actualitat diària.
Deutsche Welle va triar AgoraVox com "El millor bloc periodístic en francés" el 2005. El llançament d'AgoraVox va ser seguit de prop per periòdics, televisions i ràdios.